# There Will Be a Light
There Will Be a Light è un album di Ben Harper and The Blind Boys of Alabama pubblicato nel 2004.

## Tracce
1. Take My Hand – 3:54 - Harper
2. Wicked Man – 3:33 - Harper
3. Where Could I Go – 4:09 - Ford, Harper, Yates
4. Church House Steps – 4:46 - Harper
5. 11th Commandment – 1:34 - Harper, The Blind Boys of Alabama
6. Well, Well, Well – 3:15 - Dylan, O'Keefe
7. Picture of Jesus – 3:45 - Harper
8. Satisfied Mind – 3:15 - Hayes, Rhodes
9. Mother Pray – 3:00 - tradizionale
10. There Will Be a Light – 3:22 - Harper
11. Church on Time – 4:17 - Harper